# Бычок, Олег Сергеевич
Олег Сергеевич Бычок (Бычек, позывной Быстрый; 18.09.1921, п. Бобровица Черниговская область Украина — 07.05.1944, Мядельский район Минская обл.) — старший лейтенант госбезопасности, участник Великой Отечественной войны, Герой Советского Союза (1944).

## Биография
Олег Бычок родился 18 сентября 1921 года в посёлке Бобровица (ныне — Черниговская область Украины) в рабочей семье.
В 1939 г. окончил десять классов средней школы, был рабочим.
В 1940 году был призван на службу в Рабоче-крестьянскую Красную Армию. В том же году вступил в ВКП(б).
В 1941 году Бычок окончил пехотное училище в Буйнакске. С начала Великой Отечественной войны — на её фронтах.
26 сентября 1941 года под Смоленском в составе отряда перешёл линию фронта и принял участие в первых партизанских боях в немецком тылу. Участвовал в разгроме гарнизона в деревне Красный Луг и других операциях на территории Смоленской, Витебской и Калининской областей, в ноябре 1941 года в составе отряда через линию фронта вышел в расположение советских войск.
В марте 1942 года в составе отряда «Третий» НКВД БССР (с июня 1943 г. — отряд имени Дзержинского) Бычок был направлен во вражеский тыл. В апреле 1942 года в районе станции Усвяты на стыке двух немецких армий отряд перешёл линию фронта и начал действовать группами в районе Полоцк — Витебск — Орша — Лепель (группа О. С. Бычка оборудовала лагерь в районе станции Дретунь и занималась диверсиями на железной дороге между Невелем и Полоцком). Первоначально был комиссаром отряда, с июля 1943 года — командиром.
В начале мая 1944 года в бою у станции Алеща под огнём противника вынес раненого партизана Г. Гулевича.
Бычок принимал активное участие в партизанских операциях. За время боевой деятельности отряда его бойцами было уничтожено 69 эшелонов, более 4 километров железной дороги, 16 мостов, 6 складов, электростанция, большое количество вражеских солдат и офицеров. 7 мая 1944 года в ходе выполнения очередного специального задания по подрыву стратегически важного железнодорожного моста Бычок погиб. Был похоронен в деревне Липово Мядельского района Минской области.
В 1946 г. его останки были перевезёны в Бобровицу и захоронены на её центральной площади.

## Память
В честь Олега Бычка названа улица в Бобровице и в городе Мядель.
В мае 1964 года в деревне Липово была установлена мемориальная доска в честь Олега Бычка, на открытие которой приезжала его мать — Евдокия Ивановна.

## Награды
- Указом Президиума Верховного Совета СССР от 5 ноября 1944 года за «умелое руководство боевыми действиями оперативно-чекистской группы в тылу врага и проявленные при этом личное мужество и героизм» старший лейтенант госбезопасности Олег Бычок посмертно был удостоен высокого звания Героя Советского Союза[2]
- медаль «Золотая Звезда»[2] (1944)
- орден Ленина[2] (1944)
- орден Красного Знамени[2] (1943)
- медаль «Партизану Отечественной войны» 1 степени (24 июня 1944).